# سیارک ۳۷۲۳
سیارک ۳۷۲۳ (به انگلیسی: 3723 Voznesenskij، نامگذاری:1976GK2) سه هزار و هفتصد و بیست و سومین سیارک کشف شده‌است که در ۱ آوریل ۱۹۷۶ کشف شد.
قدر مطلق سیارک برابر ۱۳٫۶۰ است.